# Olevano di Lomellina
Olevano di Lomellina är en ort och kommun i provinsen Pavia i regionen Lombardiet i Italien. Kommunen hade 710 invånare (2018).